# Malcolm Allison
Malcolm Alexander Allison (Dartford, 5 settembre 1927 – Trafford, 14 ottobre 2010) è stato un calciatore e allenatore di calcio inglese, di ruolo centrocampista.

## Carriera

### Calciatore
Ha giocato con Charlton e West Ham.

### Allenatore
Nel 1964 è alla guida del Toronto City con cui vinse la Eastern Canada Professional Soccer League del 1964.
Nel 1978 venne chiamato alla guida dei neonati Memphis Rogues, incarico da cui fu sollevato ancor prima dell'inizio del campionato poiché non riuscì a formare una rosa numericamente adeguata.

## Palmarès

### Allenatore

#### Competizioni nazionali
- Eastern Canada Professional Soccer League: 1

Toronto City: 1964
- Community Shield: 1

Manchester City: 1972
- Campionato portoghese: 1

Sporting: 1981-1982
- Coppa di Portogallo: 1

Sporting: 1981-1982
- Liga de Honra: 1

Vitória Setúbal: 1986-1987